# رودینوفسکایا
رودینوفسکایا (به لاتین: Rodionovskaya) یک منطقهٔ مسکونی در روسیه است که در استان آرخانگلسک واقع شده‌است.